# Florian Cazenave
Florian Cazenave (Tarbes, 30 dicembre 1989) è un rugbista a 15 francese, attivo nel ruolo di mediano di mischia.

## Biografia
Cazenave nasce a Tarbes, nella regione dell'Occitania.
Nella stagione 2008-09 entra a far parte della prima squadra del Perpignano, laureandosi campione di Francia al termine della stagione stessa.
Nel 2013, dopo cinque stagioni a Perpignano, è vittima di un incidente domestico che gli causa la perdita dell'occhio sinistro.
Successivamente, nel 2014 la FFR gli impedisce per regolamento di continuare l'attività professionistica nei campionati francesi a causa della perdita dell'uso di un organo bilaterale, anche mediante l'utilizzo degli occhiali in protettivi non essendo tra le federazioni che stanno testando volontariamente lo strumento.
Nell'estate 2014 viene ingaggiato in Italia dal Reggio Emilia che disputa la serie A, seconda divisione del campionato italiano di rugby, grazie agli occhiali Rugby Goggles consentiti dalla FIR.
Al termine della stagione 2015-16 si aggiudica il campionato di serie A con il club reggiano e la relativa promozione in Eccellenza.
Nel 2017-18 firma un contratto annuale con il Brive tornando così a disputare il Top 14. Decisiva la scelta della Federazione francese di accettare l'utilizzo dei Rugby Goggles.
Dal 2018 gioca per il Vannes in Pro D2, la seconda divisione francese.

### Carriera internazionale
Già selezionato con le rappresentative giovanili Under-16, con la quale si è laureato campione d'Europa, Under-18 e Under-19, nel 2009 viene convocato per disputare il Campionato mondiale giovanile, scendendo in campo nei tre incontri della fase a gironi.
Lo stesso anno vince il Sei Nazioni di categoria per i transalpini.
Nel 2010 viene selezionato nella Francia A che prende parte alla Churchill Cup giocando tutti e tre i match contro Uruguay, Canada e Stati Uniti.

## Palmarès

### Club
- Campionati francesi: 1
Perpignano: 2008-09

### Internazionale
- Sei Nazioni U-20 : 1
Francia under 20: 2009